# Эбикон
Эбикон (нем. Ebikon) — город в Швейцарии, в кантоне Люцерн. Население составляет 13 106 человек (на декабрь 2015 года). Официальный код — 1054.
Входит в состав избирательного округа Люцерн-Ланд (до 2012 года входил в состав управленческого округа Люцерн).
Эбикон впервые упоминается в IX веке как marcha Abinchova. Поселение свободных крестьян сформировалось около 900 года.

## Географическое положение
Площадь Эбикона составляет 9,7 км². 38,4 % площади составляют сельскохозяйственные угодья, 23,9 % — леса, 30,3 % территории заселено, 7,3 % — пересечённая местность. Коммуна находится на дороге между Люцерной и Цюрихом, пригород Люцерна.

## Население
На 31 декабря 2015 года в Эбиконе проживало 13106 человек. В 2011 году 20,9 % населения были в возрасте до 19 лет, 63,4 % — от 20 до 64 лет, старше 65 лет были 15,7 %. В Эбиконе 71,6 % имели высшее или среднее специальное образование. В 2000 году в коммуне было 4476 домашних хозяйства, из которых 29,9 % состояли из одного человека, 7,2 % состояли из более чем 4 человек.
| 1695 | 1798 | 1850 | 1900 | 1930 | 1950 | 1970 | 2000  | 2006  | 2011  | 2015  |
| ---- | ---- | ---- | ---- | ---- | ---- | ---- | ----- | ----- | ----- | ----- |
| 300  | 532  | 854  | 1287 | 2240 | 3007 | 7770 | 11322 | 11527 | 12461 | 13106 |